# Неоген
| Неоген преди 23.03–2.588 милиона години ПреК К О С Д К П Т Ю К Пг Н |                                              |
| Средно атмосферно съдържание на O2 през периода                     | ca. 21.5 Vol % (108 % от съвр. ниво)         |
| Средно атмосферно съдържание на CO2 през периода                    | ca. 280 ppm (1 пъти прединдустриалното ниво) |
| Средната температура на повърхността през периода                   | ca. 14 °C (0 °C над съвр. ниво)              |

| Еон                         | Ера Продължителност    | Период                 | Начало в млн. г. |
| --------------------------- | ---------------------- | ---------------------- | ---------------- |
| Фанерозой                   |                        |                        |                  |
| Неозой 65,5 млн. г.         | Кватернер              | 2,588                  |                  |
| Неозой 65,5 млн. г.         | Неоген                 | 23,03                  |                  |
| Неозой 65,5 млн. г.         | Палеоген               | 65,5                   |                  |
| Мезозой 185,5 млн. г.       | Креда                  | 145,5                  |                  |
| Мезозой 185,5 млн. г.       | Юра                    | 199,6                  |                  |
| Мезозой 185,5 млн. г.       | Триас                  | 251                    |                  |
| Палеозой 291 млн. г.        | Перм                   | 299                    |                  |
| Палеозой 291 млн. г.        | Карбон                 | 359,2                  |                  |
| Палеозой 291 млн. г.        | Девон                  | 416                    |                  |
| Палеозой 291 млн. г.        | Силур                  | 443,7                  |                  |
| Палеозой 291 млн. г.        | Ордовик                | 488,3                  |                  |
| Палеозой 291 млн. г.        | Камбрий                | 542                    |                  |
| Протерозой                  |                        |                        |                  |
| Неопротерозой 458 млн. г.   | Едиакарий              | 630                    |                  |
| Неопротерозой 458 млн. г.   | Криоген                | 850                    |                  |
| Неопротерозой 458 млн. г.   | Тоний                  | 1 000                  |                  |
| Мезопротерозой 600 млн. г.  | Стений                 | 1 200                  |                  |
| Мезопротерозой 600 млн. г.  | Ектасий                | 1 400                  |                  |
| Мезопротерозой 600 млн. г.  | Калимий                | 1 600                  |                  |
| Палеопротерозой 900 млн. г. | Статерий               | 1 800                  |                  |
| Палеопротерозой 900 млн. г. | Орозирий               | 2 050                  |                  |
| Палеопротерозой 900 млн. г. | Рясий                  | 2 300                  |                  |
| Палеопротерозой 900 млн. г. | Сидерий                | 2 500                  |                  |
| Архай                       | Неоархай 300 млн. г.   | Неоархай 300 млн. г.   | 2 800            |
| Архай                       | Мезоархай 400 млн. г.  | Мезоархай 400 млн. г.  | 3 200            |
| Архай                       | Палеоархай 400 млн. г. | Палеоархай 400 млн. г. | 3 600            |
| Архай                       | Еоархай                | Еоархай                | 4 000            |
| Хадей                       | Хадей                  | Хадей                  | 4 540            |

Неогенът е геоложки период, започнал преди 23,03 ± по 0,05 млн. години и завършил преди 2,588 милиона години. Той е вторият период на неозойската ера, следващ палеогена и последван от кватернера. Неогена обхваща период около 23 милиона години.

## Историческа справка
Двата периода на неогена – миоцен и плиоцен за първи път били обособени в Италия, през 1833 г. от английският геолог Чарлз Лайъл, а названието неоген е предложено през 1853 г. от австрийският геолог Мориц Хьорнес (1815 – 1868). След това множество учени и геолози са допринесли за изследването и систематизирането на този геоложки период. По-важните изследователи са: руски – Н. И. Андрусов (от 1882 до 1917), В. П. Колесников, Б.П. Жижченко, А.Г. Еберзин, Р. Л. Мерклин, Л. В. Крищофович; български – П. Гочев и Е. Коен; френски – Ш. Дюпере, Г. Е. Ог, М. Жиню; австрийски – Н. Неймайр, С. Шафер; унгарски – К. Крейчи-Граф, Л. Лопи; румънски – Е. Екелиус, С. Чокордел. Стратиграфията на неогена в областта на Тихия и Атлантическия океан е била изследвана от Г. Финли (Нова Зеландия), Р. Клайнпел (САЩ), Г. Боли (Швейцария), у. Блоу (Великобритания).

## Периодизация
Неогеновите наслаги повсеместно се разделят на два основни комплекса – миоценски и плиоценски. Първият е представен от морски наслаги от долния и средния миоцен и гипсоносни отлагания от горния миоцен (месиний). Долните хоризонти на плиоценските наслаги (занклий) са представени предимно от глини и често те запълват тесните, но дълбоки долини на реките Рона, Нил и др. Горните плиоценски пластове са изградени от пясъци, разпространени зад пределите на долините, на много по-обширни пространства. В италия и Гърция в плиоценските наслаги се наблюдават много вулканични пластове. В падините на Централна Европа натрупването на утайки през средния миоцен преминава в условията на съединени морски басейни, които в в края на миоцена се обособяват в отделни басейни и образуват засолени лагуни и езера. В тях се развива сарматска мекотелна фауна, а след това панонска и понтийска.
В пределите на Черноморско-Каспийската област, отделена от Световния океан от издигналите се в края на палеогена планини е съществувал изолиран воден басейн, който от време на време се е свързвал с океана. Долният миоцен и серии от средния миоцен са представени от пластове от глини, които са се натрупвали в много голям, но изолиран от океана воден басейн. Отгоре лежащите слоеве са представени или от засолени морски, или от сладководни, а след това морски наслаги. Горният миоцен е представен от наслаги образували се по дъното на тогава съществувалото огромно Сарматско езеро. В началото на плиоцена на мястото на Черно и Азовско море се разполагали соленото Понтийско, а след това Кимерийско езеро, като последното е било отделено от Каспийското езеро, което е било много по-малко и обособено в най-южната част на сегашното Каспийско море. В края на плиоцена започва последната голяма морска трангресия, която съединява всички тези езера със Световния океан. Т.нар. Акчагалско море се простирало далеч на север по долините на река Волга и други реки чак до устието на река Кама и в пределите на части от Кавказ, като в него са се утаили пластове, сходни с тези в Западна Европа. В пределите на Кавказ са се разпространили мощни континентални и вулканични напластявания.
В падините на Югозападна и Южна Азия се натрупват предимно континентални наслаги, особено мощни в Белуджистан и предпланините на Хималаите (планината Сивалик), където с тях са свързани находищата на кости от неогенови бозайници и други животни. В Индонезия неогеновите наслаги са представени от мощни комплекси от морски и континентални наслоявания, сред които присъстват и вулканични пластове. На основата на сравнението на фауна от мекотели, фораминифери, а също и гръбначни (за континенталните пластове) тук могат да се обособят всичките главни етажи на миоцена и плиоцена, съпоставими с европейските.
Морските неогенови наслаги са разпространени по цялата периферия на Тихия океан, като те изграждат мощните седиментно-вулканогенни пластове в Камчатка, Курилските острови, Сахалин, Японските и Филипинските острови, южните части на Аляска, крайбрежието на Калифорния и Мексико. Значителни пластове са разпространени в Централна Америка, по островите на Карибско море, във Венецуела и други райони. Тяхната стратиграфия е основана на фауната от морски крайбрежни мекотели и фораминифери.
На базата на дълбоководни сондирания са изследвани и неогеновите наслаги по дъната на моретата и океаните. Такива пластове са открити в Атлантическия, Тихия и Индийския океани и в Средиземно море. В тропичните, субтропичните и умерените климатични области на дълбочина 3500 – 4000 m неогеновите наслаги са представени от варовикови тини, състоящи се от планктонови микроорганизми (фораминифери, наноплактон), а в големите дълбочини на абисалните равнини – от червени пелагични глини с радиоларии. В бореалните райони (Берингово море, Алеутските острови, Антарктика) към неогеновите наслаги се отнасят диатомитовите тини и глини и морските ледникови наслаги. В състава на тези напластявания се срещат също вулканогенно-седиментни участъци (Тихия океан), гипс (Средиземно и Червено море), турбидити (Тихия и Атлантическия океани).
| Период    | Епоха      | Етаж       | Млн. години    |
| --------- | ---------- | ---------- | -------------- |
| Кватернер | Плейстоцен | Геласий    |                |
| Неоген    | Плиоцен    | Пияцензий  | 2.588 – 3.600  |
| Неоген    | Плиоцен    | Занклий    | 3.600 – 5.332  |
| Неоген    | Миоцен     | Месиний    | 5.332 – 7.246  |
| Неоген    | Миоцен     | Тортоний   | 7.246 – 11.608 |
| Неоген    | Миоцен     | Серавалий  | 11.608 – 13.65 |
| Неоген    | Миоцен     | Лангий     | 13.65 – 15.97  |
| Неоген    | Миоцен     | Бурдигалий | 15.97 – 20.43  |
| Неоген    | Миоцен     | Аквитаний  | 20.43 – 23.03  |
| Палеоген  | Олигоцен   | Хатий      |                |

## Обща характеристика
В Алпийската геосинклинална област на Южна Европа, Югозападна и Южна Азия в края на палеогена започнал орогенен етап развитието, на който се изразявал в издигането на многочислени планински хребети (Алпи, Карпати, Стара планина, Динарски планини, Апенини, Кавказ, Крим, Понтийски планини, Тавър, Загрос, Белуджистан, Хималаи и др.). Издигането на планините се съпровождало с образуването на междупланински и периферни падини, които усилено потъвали и се запълвали с продукти (моласи) от разрушаването на околно издигащите се планини. В резултат от движението на земната кора седиментните слоеве били събрани в гънки. Заедно с това започнали крупни внедрявания на гранити. По разломите магмата прониквала на повърхността, изливаща се във вид на лавови покривки и образувайки вулканични конуси. Главните центрове на вулканизъм били Апенинския полуостров, Мала Азия, южната част на Балканския полуостров, Кавказ. В края на периода започнало образуването на дълбоките падини на вътрешните морета – Лигурийско, Тиренско, Йонийско, Черно, Каспийско, а също Адриатическо и Мраморно. Всички те имали стръмни брегове и плоски дъна. Под тях, както показват геофизичните наблюдения, отсъства гранитно-метаморфния слой земна кора и непосредствено под седиментните пластове заляга базалтовия пласт на земната кора. По строежа на своите дъна те много приличат на океанските падини. В Индонезия се издигнали подводни планински вериги, превърнали се в гирлянди от острови и се образували дълбоководни геосинклинални падини и котловини в периферните морета.
По перифериите на Тихия океан по краищата на континентите също протичали издигания на планински системи (Кордилери, Анди, Камчатка, Япония, Филипини, Нова Гвинея, Нова Зеландия), образуване на островни дъги и дълбоководни падини и котловини. Зад пределите на активните области по перифериите на Тихия океан и Средиземноморския пояс на Евразия и в много участъци на континентите през неогена също се наблюдават интензивни движения, изразяващи се в блокови издигания на планини и потъване на разделящите ги падини. По това време се образували планините в Централна Азия: Тяншан, Кунлун, Алтай, Саяни, Прибайкалските планини, Становите планини. Много по-слаби издигания изпитали също Скандинавските планини, Атласките планини, Урал, Апалачите, планините в Източна Австралия и др. Заедно с това в две активни континентални области, в пределите на Африка и Азия, започнало формирането по разломи на дълбоки рифтови падини (пропадания) в земната кора и обграждащите ги планини. Това били системи от грабени в районите на езерото Байкал, реките Ангара, Баргузин и др., а също и системата от грабени в Източна Африка и Червено море. Движенията по разломи в тези райони се съпровождало с мощни земетресения и активен вулканизъм, изразен в огромните конуси на действащи (Кения, Килиманджаро и др.) и угаснали вулкани и с големи райони заети от полета с туфи и лави. Сходен, но много по-малък е образувалият се грабен по долината на река Рейн, също съпроводен с вулканизъм. Формирането на рифтови падини протичало и в осовите части на средищните океански хребети във всички океани, което също се съпровождало с интензивен вулканизъм и земетресения.
Силно разчленения релеф довежда до това, че неогеновите наслаги частично са се формирали в отделни повече или по-малко изолирани басейни, вследствие от което се явило голямото разнообразие в литоложкият им състав и съдържащите се в тях органични остатъци. В пределите на централните части на континентите неогеновите наслаги са широко разпространени и са представени от континентални наслоявания с незначителна мощност. Само в предпланинските участъци и в междупланинските падини те достигат огромна мощност, достигаща на места до няколко километра. Тук преобладават пясъци, пясъчници, глини, мергели, органични варовици, а също и мощни пластове от чакъл и конгломерати свлечени по подножията на планините. На места се откриват и участъци с малки находища на кафяви въглища. В аридните области протича натрупването на мощни пластове от гипс, калиеви и други соли. В края на неогена в северните планински страни се образуват ледници и ледникови щитове. В Антарктида те се появили в началото на периода. През неогена протича и формирането на съвременните контури на континентите и океаните и основните черти на релефа. Оформя се Панамският провлак, свързвайки Северна и Южна Америка. Миграцията на Индия продължава към Азия и това формира Хималаите. Морското равнище рязко спада и така се появява сухоземната връзка между Африка и Евразия, както и между Евразия и Северна Америка. Разположението на климатичните зони и характера на растителния и животинския свят били много близки до съвременните.

## Органичен свят

### Флора
Болшинството от родовете и множество от видовете растения от неогена (особено плиоцена) съществуват и сега, макар тяхното географското разпределение в много от случаите да се е изменило. Климатът в Северното полукълбо в началото на неогена бил много по-топъл и влажен, отколкото сега, но постепенно все повече се приближавал към съвременния. В Сибир преобладавали широколистните гори, в Западна Европа в областите, разположени на сравнително високи ширини, растели палми, лаврови и миртови дървета. Към края на неогена Сибир бил покрит вече с иглолистна тайга, макар по долините на реките все още растели гръцки орехи (шамфъстък). В Западна Европа към края на неогена вечнозелените формации били изтласкани към Средиземно море, като на север се сменили с листопадни и иглолистни гори. Процесите на постепенното захлаждане и увеличаване сухотата на климата се установява по изкопаемата флора в Северното и Южното полукълбо. Изкопаемата флора от тропичния пояс много малко се отличавала от съвременната. В равнините на Средна Азия и Казахстан от началото на неогена съществувала близка до съвременната степна и пустинна растителност.

### Фауна
Началото на неогена на територията на Европа се съпровождало с рязко обновяване на наземната фауна. Постепенно измрели торбестите, хищните креодонти и много групи примитивни копитни. На тяхно място се появили представителите на много нови семейства, които в болшинството си съществуват и сега: древни видове мечки, язовци, хиени, първите хоботни (мастодонти и динотерии), предшествениците на конете – анхитерии, първите свине, антилопи, елени, бикове, овце, маймуни. Сред последните се появили и човекообразни маймуни – предците на човека, като изкопаеми части от скелети са открити в континенталните наслаги от миоцена в Северна Африка и от плиоцена – в Източноафриканската рифтова зона. Появили се нови родове насекоми и гризачи (например, скачащи мишки). Бозайниците в Северна Америка в началото на неогена се развивали обособено и били значително по-малко разнообразни. В средата на неогена (горния миоцен) между континентите Европа, Азия и Северна Америка се установила сушева връзка (вероятно, в областта на Беринговия проток), което довело до голяма миграция на бозайници и по-нататъшното им развитие. В същото време по обширните простори на Европа и Азия се разпространява еднородна фауна от степен тип, като най-характерен и типичен представител бил трипръстият кон – хипарион. В някои много по-млади неогенови наслаги се срещат най-древните представители на невестулки, росомахи, съвременните коне и слонове. В Европа краят на неогена се характеризира с изчезването на много родове животни, които обаче продължавали да съществуват в съвременните райони на тропичните пояси.
През по-голямата част от неогена Южна Америка е била изолиран континент, на който се развила своеобразна фауна от непълнозъби, торбести, копитни, гризачи и плосконоси маймуни, съвършено чужди за Северното полукълбо. Чак през средния плиоцен се установила връзка със Северна Америка и проникналата от там по-високо развита фауна от бозайници започнала бързо да изтласква местните форми, които в съвременната епоха се съхранили като малко число видове. Австралия била изолирана от началото на палеогена и тук се развили двуутробни, достигащи понякога до гигантски размери.
През неогена в морската фауна особено разнообразни били мидите, коремоногите мекотели и фороминиферите. Почти всички техни родове и много от видовете съществуват и досега. В затворените и полузатворените, временно опресняващи се морета и големи сладководни басейни се развили своеобразни миди и коремоноги мекотели, изучаването на които позволява да се разработи много детайлна стратиграфия на неогеновите наслаги. Голямо стратиграфско значение имат също фораминиферите и остракодите.

## Полезни изкопаеми
Най-важните полезни изкопаеми от времето на неогена се явява нефта. С мощните наслоявания в междупланинските и предпланинските падини са свързани големите находища на нефт в Азербайджан, Туркменистан, Северен Кавказ, Румъния, Ирак, Иран, Саудитска Арабия, Мианмар, Индонезия, САЩ (в Калифорния и по северния бряг на Мексиканския залив), Южно Мексико, Венецуела, Колумбия, Аржентина. С неогеновите наслаги са свързани също природния газ, кафявите въглища и солите (гипс, каменна сол, част от калиевите соли). С интрузиите на магма в много от нагънатите планински хребети са свързани находищата на медни, арсенови, оловно-цинкови, антимонови, молибденови, волфрамови, бисмутови, живачни и други руди. Към плиоценските наслаги са отнасят находищата от седиментните железни руди на Керченския полуостров. През неогена са се образували множество от бокситовите находища в тропичния пояс (Ямайка, Гайана, Суринам, Гана, Гвинея).